# Cabinet médical du Dr Cyril O. Spann
Vous pouvez aider à l'améliorer ou bien discuter des problèmes sur sa page de discussion.
- Son texte doit être wikifié : il ne correspond pas à la mise en forme Wikipédia (style, typographie, liens internes, liens entre les wikis, etc.). (Marqué depuis juin 2024)
- La traduction doit être revue. Le contenu est difficilement compréhensible à cause d’erreurs de traduction, peut-être dues à l’utilisation d’un logiciel de traduction automatique. (Marqué depuis juin 2024)

Le Cabinet médical du Dr Cyril O. Spann, situé à Columbia, Caroline du Sud, a soigné les patients afro-américains durant la période de ségrégation raciale de jure et de facto aux États-Unis. Construit en 1963, il est entré au Registre national des lieux historiques des États-Unis le 20 mai 2019.

## Dr Spann
Le Dr Spann est né à Chester, South Carolina, a fréquenté le Benedict College et le Meharry Medical College et a parcouru l'État pour soigner les patients noirs jusqu'à son décès en 1979. Il est considéré comme étant le seul chirurgien noir installé en Caroline du Sud dans les années 1960 et au début des années 70. 

## Histoire et emplacement
Le cabinet, construit en 1963, est un bâtiment moderne en brique. Il est situé à proximité de l'ancien hôpital Good Samaritan-Waverly, également connu sous le nom d'hôpital "Good Sam". Il est également proche du Waverly Hospital, un hôpital historique pour les patients afro-américains construit en 1952, où Spann a été chef du personnel de 1966 jusqu'à la fermeture de l'hôpital en 1973. 
Le cabinet se distingue des premiers cabinets de médecins afro-américains à Columbia, souvent situés dans des résidences. Selon son fils, Cyril O. Spann, Jr., oncologue gynécologue, le Dr Spann était très impliqué dans la conception du bâtiment, en mettant l'accent sur sa modernité à travers son design. Les fenêtres à ruban, le parement en briques en couches et les lignes épurées du bâtiment respectent étroitement les principes du modernisme/architecture moderne.
Le cabinet a employé des infirmières noires formées à l'Hôpital de Columbia[réf. souhaitée]. 
Après la fermeture de "Good Sam" et la fusion de l'Hôpital de Columbia avec le nouvel Hôpital Richland Memorial devenus  Prisma Health Richland Hospital, le Dr Spann a continué à exercer dans son cabinet tout en continuant à opérer dans l'hôpital fusionné ainsi qu'à l'Hôpital Providence.

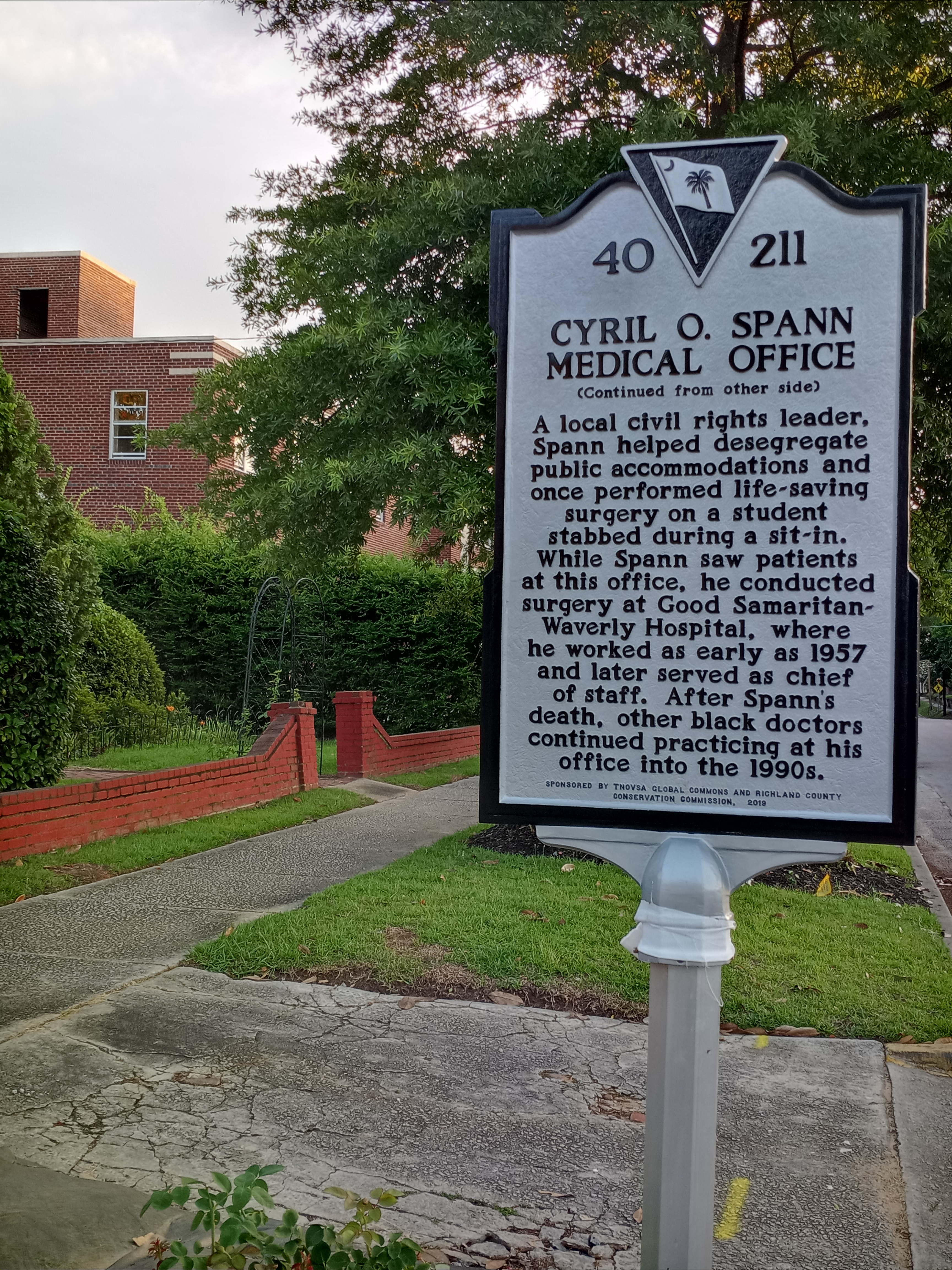
Revers du marqueur historique du cabinet médical du Dr Cyril O. Spann, Columbia, SC.

## Importance pour les droits civiques

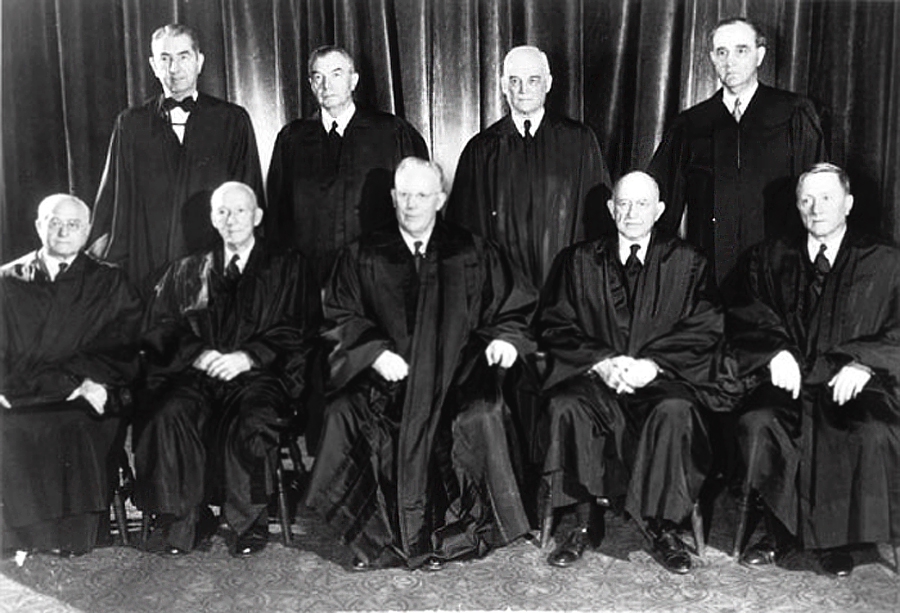
La "Cour Warren" dirigée par le juge en chef Earl Warren, qui a rendu la décision.

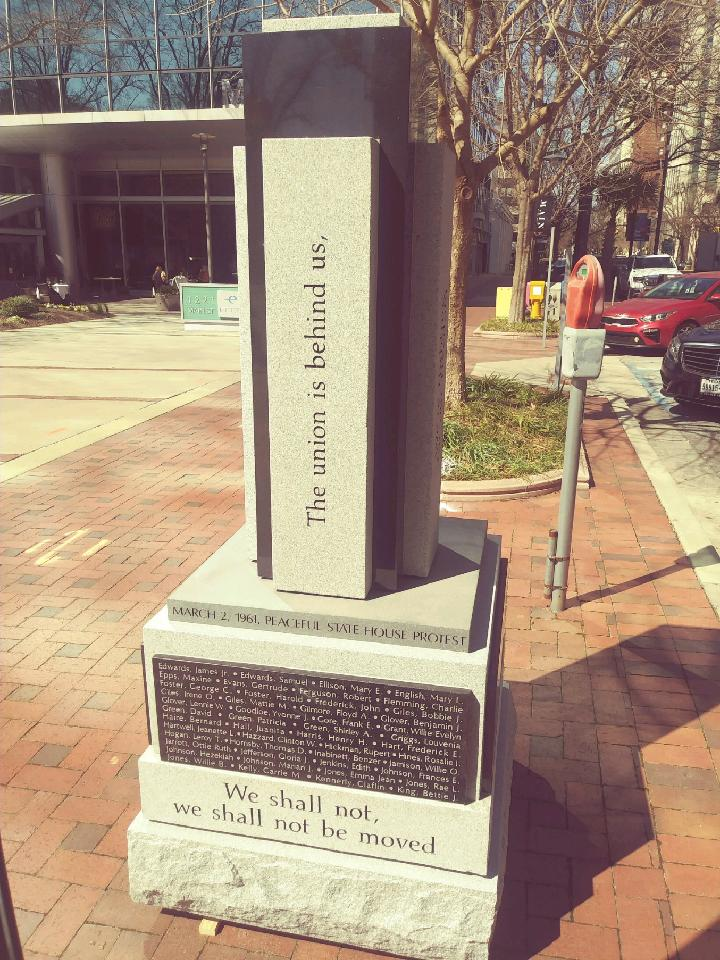
Monument de Edwards vs. South Carolina, Columbia, SC

Avant la construction de ce bureau en 1963, le Dr Spann était fortement impliqué dans la lutte locale pour les droits civiques. Les recherches de David Barton Smith décrivent les médecins noirs de l'époque qui, grâce à leur influence locale, se sont battus pour la justice, que ce soit par des actions directes en tant que "combattants de rue" ou en exerçant des pressions en coulisses en tant que "Brahmins". Le Dr Spann était un combattant de rue. Il est devenu membre à vie et président du chapitre de Columbia de la South Carolina State Conference de la NAACP et a rejoint des leaders adultes comme l'avocat Lincoln C. Jenkins, Jr.; Matthew J. Perry Jr., avocat en chef de la South Carolina State Conference de la NAACP, plus tard juge fédéral du tribunal de district des États-Unis pour le district de Caroline du Sud; et Isaiah DeQuincey Newman, directeur de terrain de la SC State Conference de la NAACP, pour soutenir une importante marche dirigée par des étudiants sur le terrain de la South Carolina State House le 2 mars 1961. Plus de 187 des manifestants étudiants ont été détenus par la police, et Spann a joué un rôle clé dans l'obtention des fonds pour payer la caution des personnes arrêtées. Le procès qui s'ensuivit, Edwards v. South Carolina, a atteint la Cour suprême des États-Unis, dirigée à l'époque par le juge en chef Earl Warren et sa Cour Warren.
Le 25 février 1963, la cour a statué que le 14e amendement interdit aux États "de criminaliser l'expression pacifique de vues impopulaires", offrant ainsi une protection légale pour des protestations similaires à travers le pays. À Columbia, les marcheurs et leurs partisans, y compris le Dr Spann représentant les cautions qui avaient libéré les manifestants de prison, ont déclaré à ceux présents que leur groupe était satisfait d'avoir agi comme il l'avait fait et qu'il le referait dans des circonstances similaires. Cet événement a été largement couvert dans les actualités nationales et a été présenté dans Jet Magazine.

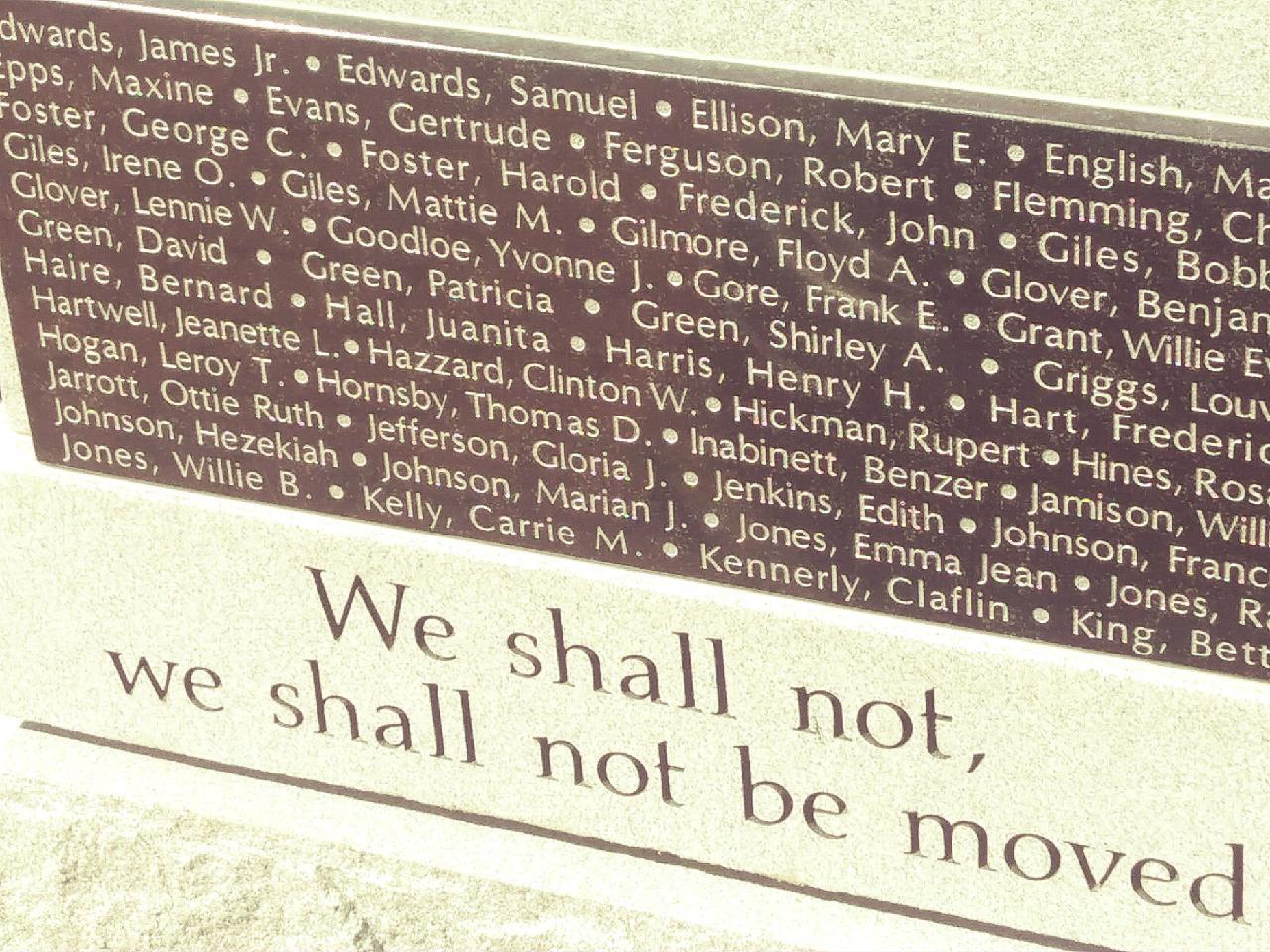
Nom de Lennie W. Glover gravé sur le monument Edwards vs. South Carolina, Columbia, SC (à gauche, cinquième en partant du haut). Le Dr Spann a sauvé la vie de Lennie après qu'il a été poignardé par un agresseur blanc lors d'un sit-in en 1961 à Woolworth's de Columbia, peu de temps après la protestation de mars.

Pendant cette période de marches étudiantes et d'activisme, de décisions de justice et d'efforts de l'establishment blanc pour contrôler le rythme du changement racial, le Dr Spann a personnellement participé à d'autres efforts pour déségréguer Columbia. Lester Bates a été élu maire de Columbia, en Caroline du Sud, en 1958 et a rapidement été confronté à des étudiants qui dictaient le rythme du changement racial, avec des sit-ins et des protestations à partir de 1960. Bates a réagi en travaillant avec des comités de leaders communautaires noirs et blancs - avec lesquels il s'est d'abord réuni séparément - pour discuter de la meilleure façon d'éviter les réactions violentes à la déségrégation qui se déroulaient dans d'autres villes du Sud. Les discussions sur la déségrégation se sont tenues en privé, tandis que les étudiants de Allen University et de Benedict College ont protesté publiquement. En septembre 1962, après la déségrégation des comptoirs de déjeuner à Columbia, les étudiants et d'autres se sont tournés vers la ségrégation dans les cinémas de la région. Après que les étudiants ont fait la grève et protesté contre ces entreprises, le comité secret de Noirs et de Blancs a agi discrètement pour mettre fin aux pratiques ségrégationnistes dans les cinémas. Le 5 juin 1963, I. DeQuincey Newman a ciblé huit villes de Caroline du Sud, y compris Columbia, pour d'importantes protestations, et a envoyé à chaque maire une liste de demandes.
Rev. James M. Hinton, membre du comité, a organisé pour le Dr Spann l'intégration systématique du Palmetto Theater sur Main Street entre le 20 décembre et le 6 janvier 1963, comme "cas test". Bates a utilisé cette méthode pour contrôler le processus d'intégration, avec un espace après l'autre à Columbia intégrant de manière orchestrée et progressive. Le Dr Spann s'est joint à John Henry McCray et d'autres leaders noirs pour approcher le maire Lester Bates et le Conseil municipal de Columbia et "a obtenu d'eux la promesse de coopération" pour mettre fin à la ségrégation dans les commerces du centre-ville. Le Dr Spann et John H McCray faisaient partie d'un comité ad hoc, qui comprenait également J.A. Bacoats, président du Benedict College; le révérend Maxie S. Gordon, Sr.; James M. Hinton, C.D. Ingram, Willis C. Johnson, I. P. Stanback, le révérend Roscoe C. Wilson, Sr. (grand-père de la joueuse de basketball professionnelle A'ja Wilson), et Howard Emery Wright, président de l'Allen University. Le chercheur Brad Sauls a noté : "La richesse exceptionnelle des leaders de Columbia a empêché la ville de connaître les tragédies et les violences qui ont marqué d'autres villes du Sud profond".
Lorsque le Dr Spann a acheté la propriété pour son nouveau cabinet en 1962, les avocats qui ont géré ses transactions immobilières étaient Lincoln C. Jenkins, Jr., (qui, avec Matthew J. Perry Jr., Jack Greenberg, Constance Baker Motley, James M. Nabrit III et Donald James Sampson, ont plaidé l'affaire Edwards v. South Carolina devant la Cour suprême des États-Unis), et Harold R. Boulware, qui, avec Thurgood Marshall et Robert L. Carter, a déposé Elmore v. Rice, la plainte collective qui a ouvert les primaires démocratiques aux électeurs noirs en 1947.

## Un héritage des médecins noirs
Le cabinet médical situé au 2226 Hampton, désormais connu sous le nom de Cabinet Médical du Dr Cyril O. Spann, a été exclusivement exploité par des médecins afro-américains de 1963 à 1996, comme en témoignent les annuaires de la ville de Columbia. En plus du Dr Albert L. Reid, qui partageait l'espace avec le Dr Spann, plusieurs médecins afro-américains éminents ont travaillé dans le cabinet pendant les années 1980 et 1990. Le Dr Everett L. Dargan, qui avait ses bureaux ici en 1980 et 1981, a publié des recherches significatives sur la cholangite ascendante, et a plaidé en faveur de changements au niveau fédéral pour soutenir les services médicaux aux pauvres et aux indigents, recevant finalement une reconnaissance du Congrès pour son héritage par Jim Clyburn.

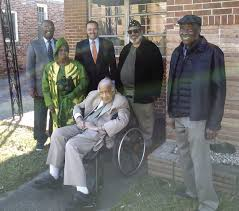
Médecins ayant pratiqué dans le Cabinet Médical du Dr Spann De gauche à droite : Gerald A. Wilson, MD; Jean Hopkins, RN; Rodney Reid, MD et son père, Albert Reid, MD (assis); Burnett W. Gallman, MD et Everett L. Dargan, MD. Non représentés : Stuart A. Hamilton, MD et Vera McBryde, MD.

Parmi les autres médecins noirs prestigieux qui travaillaient à partir du 2226 Hampton, citons les Drs. Ronald Johnson et Burnett W. Gallman Jr., de 1982 à 1987, ce dernier ayant été reconnu dans le calendrier de l'histoire afro-américaine de Caroline du Sud 2018, et dont le grand-père est diplômé de la Leonard Medical School en 1906 ; Le Dr Gerald A. Wilson a reçu en 1981 l' Ordre du Palmier, l'un des honneurs les plus prestigieux de Caroline du Sud, et Médecin de l'année en 2017 ; Dr Vera McBryde  de Latta, SC de 1990 à 1992, considérée comme la première femme noire à devenir médecin certifié par le Board dans l'État de SC  et Dr Stuart A. Hamilton de 1994 à 1996, fondateur du système coopératif de cliniques de santé communautaire d'Eau Claire, qui dessert des patients à faible revenu dans quatre comtés de Caroline du Sud. Hamilton est également récipiendaire de l'Ordre du Palmetto.

## Autres protections et reconnaissances du site
En plus de son statut au Registre national des lieux historiques, le Cabinet Médical du Dr Cyril O. Spann se trouve dans les limites de la zone de protection de Waverly, un district de préservation dans le système de district d'urbanisme et de préservation historique de la ville de Columbia. Ce district de préservation est une extension du district historique de Waverly.
Le marqueur historique du cabinet médical du Dr Cyril O. Spann du Département des archives et de l'histoire de Caroline du Sud a été dévoilé le 19 novembre 2019, avec des présentations faites par l'ancien juge en chef de la Cour suprême de Caroline du Sud, Jean H. Toal, représentant de l'État Kambrell Garvin., et Mary A. Guy, conseillère du comté de Chester.
Une cérémonie de dédicace pour un arbre de la paix et de la résistance, qui a eu lieu ce jour-là, a également reconnu les actions de soutien mutuel entre les membres de l'Église méthodiste épiscopale africaine Emanuel, qui ont vécu la fusillade de Charleston, et les membres de la congrégation Tree of Life - Or L'Simcha après la fusillade de la synagogue de Pittsburgh. Cette journée a également célébré les liens historiques entre le Cabinet Médical Spann, la Maison Visanska Starks et l'Hôpital Good Samaritan Waverly, exprimant un engagement envers la santé publique et la non-violence. L'hôpital sera dédié aux neuf personnes tuées lors de la fusillade de Charleston à l'Église méthodiste épiscopale africaine Emanuel, notamment au pasteur et sénateur de Caroline du Sud Clementa C. Pinckney ainsi qu'à deux autres anciens élèves de l'Université Allen.